# ある愛の詩 (フランシス・レイとアンディ・ウイリアムスの曲)
「ある愛の詩」（あるあいのうた、Love Story）はフランシス・レイとアンディ・ウイリアムスが1971年に発表したシングル楽曲である。

## ある愛の詩（フランシス・レイ）
- 数多くの映画音楽を手がけてきたフランシス・レイがアメリカ映画『ある愛の詩』（1970年公開）のテーマ曲として作曲した。同曲は1970年の『アカデミー賞』音楽賞を受賞している。
- 日本では1971年の1月25日に発売された。フランシス・レイ本人の来日やアンディ・ウイリアムス盤の発売により徐々に火がつき、5月・6月にはアンディ・ウイリアムス盤（オリジナル・日本語）とともに4週間にわたり3曲同時にトップ10にランクインした。

## ある愛の詩（アンディ・ウイリアムス）
- 原題は、"(Where Do I Begin) Love Story"。ビルボード誌では、1971年4月3日に週間ランキングの最高位である第9位を獲得。ビルボード誌1971年年間ランキングは第81位。
- フランシス・レイ来日記念盤として3月にオリジナル盤が、4月には日本語盤が発売された。B面はオリジナル盤では元ビートルズのジョージ・ハリスン作曲の「サムシング」、日本盤では同じく「マイ・スウィート・ロード」が収録されている。
- オリジナル盤は1月に発売されていたフランシス・レイ盤の先を越してトップ10にランクされ、日本語盤も2曲の後を追うようにランクされた。なお、アンディ・ウイリアムスのオリジナル盤と日本語盤は6週間にわたり同時にトップ10にランクされている。

## カヴァーした歌手
- 越路吹雪 - 1971年のアルバム『誰もいない海』[1]、1992年のアルバム『best collection 越路吹雪』[2]、2003年のアルバム『越路吹雪*愛の讃歌』に収録[3]。
- 尾崎紀世彦 - 1971年のアルバム『尾崎紀世彦 アルバムNo.3』、2007年のアルバム『尾崎紀世彦の世界』に収録。
- 伊東ゆかり - 1971年のアルバム『伊東ゆかりとグリーン・ジンジャー』に収録。
- 前野曜子 - 1972年のペドロ&カプリシャスのアルバム『別れの朝』に収録。

米盤
- トニー・ベネット"Love Story"(1971)
- グレン・キャンベル"Last time I saw her"(1971)
- シャーリー・バッシー"Something else"(1971)
- ヴィッキー・カー"Love story"(1971)
- ペリー・コモ"I think of you"(1971)
- レターメン"Love book"(1971)
- ジョニー・マティス"Love story"(1971)
- ボビー・ヴィントン”Bobby Vinton Show"（1975）

英盤
- リック・アストリー『ポートレイト』(2005)